# Tatiri
Tatiri ist eine osttimoresische Aldeia im Suco Mulo (Verwaltungsamt Hatu-Builico, Gemeinde Ainaro). 2015 lebten in der Aldeia 662 Menschen.

## Geographie und Einrichtungen

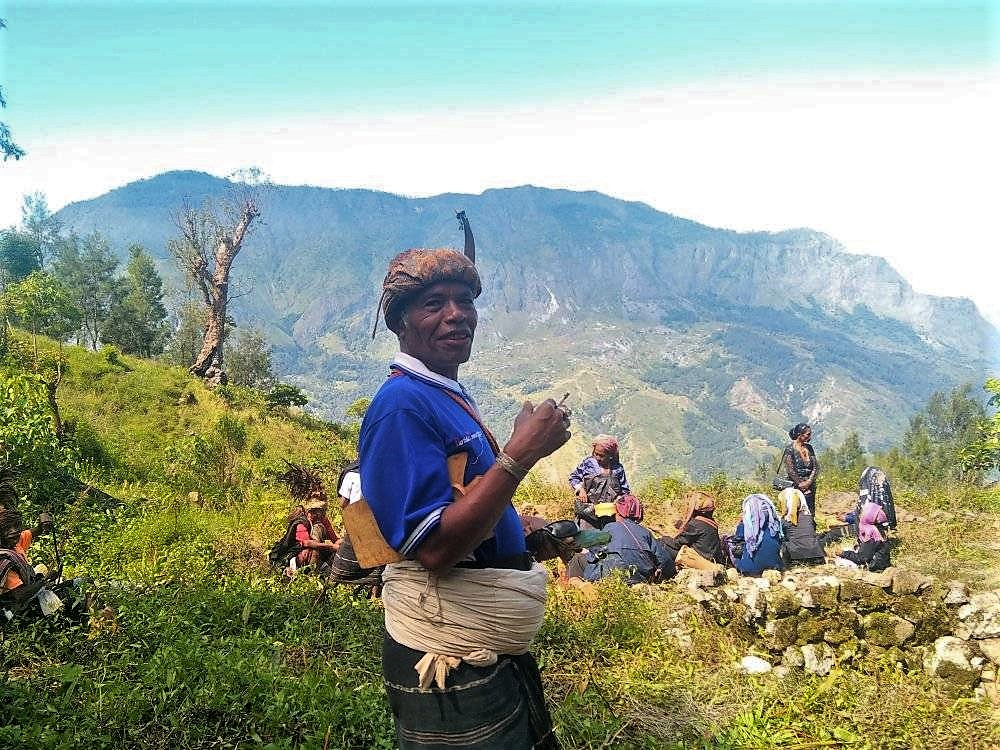
Mann aus Tatiri (2023)

Die Aldeia Tatiri reicht vom Süden von Mulo bis in das Zentrum des Sucos. Westlich befindet sich die Aldeia Mulo, nördlich die Aldeia Maulahulo, nordöstlich die Aldeia Mano-Mera und südöstlich die Aldeia Hautio. Im Süden grenzt Tatiri an den Suco Mauchiga. Bildet der Belulik ansonsten den Grenzfluss zwischen den Sucos Mulo und Mauchiga, verläuft die Grenze hier weiter nördlich, so dass die Orte Ernaro, Karaulun und Boetua zu Mauchiga gehören. Bis 2015 waren sie noch Teil von Mulo. Der Dare, ein Nebenfluss des Beluliks, stellt einen Großteil der Grenze zur Aldeia Mulo dar.
Durch den Süden von Tatiri führt die Überlandstraße von Ainaro nach Dili. An ihr liegt der Ort Tatiri Baru mit der Grundschule der Aldeia. Nach Norden setzt sich verstreut die Besiedlung fort. Im Zentrum der Aldeia befindet sich der Ort Tatiri Lama. Nördlich steigt das Land auf eine Meereshöhe von über 2000 m.